# 速弹吉他
速彈指的是樂器的一種高速演奏方式，此詞最廣泛用於電吉他。因其令人瞠目結舌的絢麗效果而流行於一些速度金屬和新古典金屬樂派的樂迷。

## 外部連結
Neo-Classical Metal